# Geharrewar tussen Pieter Pook en Molleke
Geharrewar tussen Pieter Pook en Molleke is een Belgische stripreeks getekend door Frédéric Jannin op scenario's van André Franquin en Yvan Delporte.

## Geschiedenis
Jannin werd in 1977 door Franquin en Delporte aangeworven voor Le Trombone illustré, een bijlage van Spirou. Voor dat supplement maakte hij German en wij... Na het opdoeken van het supplement wilden Franquin en Delporte nog investeren in deze jonge tekenaar. Franquin liep al lang met het idee rond om een reeks te beginnen rond een mol en de eigenaar van een tuin, geïnspireerd op zijn eigen grootvader. In 1978 begint deze nieuwe reeks in het weekblad Robbedoes onder de naam Geharrewar tussen Pieter Pook en Molleke.
In 1981 werd bij Dupuis het eerste album uitgegeven als nummer 1 uit een reeks debuten van tekenaars. Omdat de verkoopcijfers tegenvielen, besloot de uitgever de reeks te stoppen.
In de jaren 90 kwam echter een nieuwe hoofdredacteur met een voorstel voor Jannin op de proppen: German en wij... stoppen en de reeks Geharrewar tussen Pieter Pook en Molleke terug opstarten. Deze reeks was volgens de hoofdredacteur gepaster in het vernieuwde Robbedoes. In 1993 nam hij deze reeks effectief weer op, opnieuw geholpen door Franquin en Delporte. Omdat er toen meer dan 10 jaar verstreken waren, besloot Jannin ook de eerste verhalen opnieuw te tekenen. Jannin maakte gretig gebruik van de fax om zijn tekeningen naar Franquin door te sturen, die op zijn beurt deskundig advies gaf. Jannin zou later zeggen dat hij deze opmerkingen nog steeds koestert en wilde dat hij ze bij de eerste versie al had.
De nieuwe avonturen werden ook al snel beëindigd, volgens Delporte wegens het ordinaire taalgebruik dat in de reeks gebruikt werd, geschreven door Delporte zelf. In 2006 verscheen bij Marsu Productions het album Arnest Ringard et Augraphie met alle nieuwe tekeningen en wat aantekeningen van Franquin. Een vertaling kwam er niet.

## Verhaal
Pieter Pook woont in een klein huisje aan een spoorlijn. Hij heeft het duidelijk niet erg breed, is lui en slordig en drukt zich uit in een vulgair taaltje. Hoewel hij zijn huis en tuin niet erg verzorgt, ergert hij zich aan de aanwezigheid van een mol in zijn tuin. Om te voorkomen dat Molleke zijn plaatsje kwijtspeelt, heeft hij het op een akkoord gegooid met Pieter Pook: hij betaalt elke maand huur. Die huur bestaat uit een gouden muntstuk uit een schat die Molleke heeft gevonden in de tuin. Het is dan ook de grote droom van Pieter Pook om deze schat te vinden.
Een derde personage is Lina Van Loren, die weliswaar nooit in beeld komt. Pieter Pook lijkt verliefd te zijn op haar en probeert vaak tevergeefs een droomafspraak met haar te regelen. Dat is buiten Molleke gerekend: hij dwarsboomt de plannen keer op keer.

## Albums
1. Geharrewar tussen Pieter Pook en Molleke
2. (fr)  Arnest Ringard et Augraphie